# Középajta
Középajta (románul Aita Medie) falu Romániában, Kovászna megyében. Közigazgatásilag Nagyajtához tartozik. Lakosainak száma 1992-ben 864, ebből 780 magyar nemzetiségű volt.

## Fekvése
Brassótól 36 km-re északra, Sepsiszentgyörgytől 19 km-re északnyugatra, az Ajta patak partján, egy szűk völgyben fekszik, a Baróti-hegység lábánál. Tengerszint feletti magassága kb. 500-600 méter. Jellegzetes miklósvárszéki falu. Szomszéd települések: Sepsikőröspatak, Miklósvár, Nagyajta, Bölön, Szárazajta, Zalánpatak.
A falu domborzata hegyes, dombos. A patak szűk völgyében erdei dombos kaszálók, valamint árnyéktól hűvös és forrásokban bővelkedő legelők vannak. A falu körül elterülő bükk- és tölgyerdőnek öt része van: Kakas árnyéka, Aranyos patak, Gál Estány, Pisztrángos ága és Várhegy.

## Története
Benkő József szerint úgy Középajta, mint a fennebb fekvő Szárazajta lakói egy régi Kakucs nevű faluból származnak. Ebből a faluból a tatárjárás idején elmenekültek az emberek és alapították Középajtát, illetve Szárazajtát.
Középajtáról az első írásos emlék 1459-ből származik, az akkori megnevezése az eredeti írásmód szerint Kewzeopajta. 1567-ben Felaytha néven említik, a faluban ekkor 53 porta volt.
A középajtai birtokok a miklósvári Kálnoky grófi család tulajdonai voltak, aki jobbágyokat telepített a falu felső részébe.
Közigazgatási szempontból Miklósvárszékhez tartozott.
1914-ben Középajtának 1473 lakosa volt, és 1471 vallotta magát magyarnak. Vallási felekezet szerint 35 római katolikus, 1218 református, 169 ortodox és 35 unitárius.
A második világháború utáni években először a rákosi járáshoz, majd a sepsi járáshoz tartozott.

## Látnivalók
- Református temploma 12. századi eredetű lehet, Benkő József szerint mennyezetén 1141-es évszám volt. 1504-ben újjáépítették, majd 1882-ben teljesen átalakították. Eredetileg a torony egybeépült a templommal, ezt 1790-ben lebontották és külön építették meg a 36 m magas tornyot. Két harangja van a templomnak. A nagyobbik harang 500 kg. Felirata: 1872-ben elhasadván. A Középajtai ref.egyház saját költségén újra öntette 1873-ban segesvári Mauchen Mihály által. A kisebbik harang felirata: „A középajtai reform eklézsia maga költségén öntette 1814-ben”.
- Területén több gyógyvízforrás tör fel.

## Híres emberek
- Itt született 1789. március 22-én Ferenczi János, református pap néprajzi író.
- Itt halt meg 1814. december 28-án Benkő József, református lelkipásztor, történész, nyelvész, botanikus. 1993 óta mellszobra van a faluban.
- Itt született 1870. március 5-én Barabás Endre, tanár, újságíró
- Itt született 1939. szeptember 30-án Gyenge Imre, szobrász

## Testvértelepülések
- Majosháza (Pest vármegye, Magyarország)